# Salah Zulfikar
Salah Zulfikar (18 de janeiro de 1926 - 22 de dezembro de 1993) foi um ator e produtor egípcio. Ele começou sua carreira como policial na Polícia Nacional do Egito, antes de se tornar ator em 1956. É considerado um dos maiores atores de todos os tempos do cinema egípcio.

## Edição de juventude
Salah El Din Ahmed Mourad Zulfikar nasceu em 18 de janeiro de 1926 em Al-Mahalla El Kubra.  Seu pai, Ahmed Mourad Zulfikar, serviu como comissário de polícia sênior no Ministério do Interior. Ele era o quarto de cinco irmãos.  Seu irmão mais velho, o ator e diretor de cinema Mahmoud Zulfikar, formou-se arquiteto.  Seu segundo irmão mais velho, Ezz-El-Din Zulfikar, também diretor de cinema, e Kamal Zulfikar eram oficiais militares, enquanto Zulfikar escolheu ingressar na Academia de Polícia;  ele se formou na Academia de Polícia em 1946. Seu irmão mais novo ingressou na Faculdade de Comércio.
Zulfikar se destacou nos estudos e foi um atleta. Ele foi um dos campeões egípcios no boxe e conquistou a King's Cup no boxe (peso pena) em 1947. Zulfikar ingressou inicialmente na Faculdade de Medicina da Universidade de Alexandria para agradar ao pai, que desejava que Zulfikar se tornasse médico como seu avô.  Depois disso, ele transferiu seus papéis para a Academia de Polícia. Ele se formou em 1946. Salah Zulfikar foi nomeado para o Diretório de Segurança de Menoufia e para a Autoridade Prisional, especificamente a Prisão do Egito, e também trabalhou como professor na Academia de Polícia.

## Carreira policial
Em 1949, Zulfikar começou a lecionar na Academia de Polícia. Em 1952, ele se ofereceu para se juntar à unidade policial em Ismaïlia, que estava sob ataque do Exército Britânico.  A força policial egípcia se recusou a entregar suas armas às forças britânicas, o que levou o exército britânico a trazer tanques para capturar o prédio. As forças egípcias lutaram com bravura e coragem. Esta batalha foi posteriormente comemorada e agora é celebrada no Egito em 25 de janeiro de cada ano como o Dia Nacional da Polícia. Zulfikar recebeu um prêmio nacional por sua bravura.
Na guerra de Suez de 1956, Zulfikar tomou a iniciativa de liderar 19 de seus alunos na Academia de Polícia e se voluntariou como comandos para resistir ao ataque tripartido dos exércitos britânico, francês e israelense.  Zulfikar também recebeu o Prêmio Nacional de Honra do presidente Gamal Abdel Nasser por arriscar sua vida por seu país com bravura e honra.

## Carreira cinematográfica
Os irmãos de Salah Zulfikar, Ezz-el-Din Zulfikar e Mahmoud Zulfikar, trabalharam como diretores de cinema. Durante seu tempo livre, costumava assistir às filmagens. Em 1956, Ezz-el-Din Zulfikar, seu irmão mais velho, ofereceu-lhe o papel principal em um filme “Wakeful Eyes” (Eyoun Sahrana). Zulfikar teve que obter uma autorização temporária do Ministro do Interior, que era dirigido na época  por Zakaria Mohieddin para trabalhar neste filme. Realizou o segundo e o terceiro filmes “Rodda Qalbi” e Jamila, a argelina, respetivamente, também com autorizações temporárias. Após o sucesso de Zulfikar, ele teve que escolher sua carreira. Ele pediu a renúncia do ministro, mas devido ao seu histórico impressionante, foi promovido a tenente-coronel e recebeu pensão antecipada.

### Década de 1950
Seu segundo filme "Back Again" ( Rodda Qalbi)  de 1957 foi o primeiro sucesso de Salah Zulfikar. Ele também estrelou filmes de ação como "O Segundo Homem" ( Elragol Elthani ) em 1959. No mesmo ano, Zulfikar estrelou um filme com Taheyya Kariokka. " Amor até a adoração" ( Hob hatta El Ebada ), bem como " Mulheres Proibidas" ( Nesaa  Moharramat ) com  Huda Soltan. Todas foram ótimas oportunidades para Zulfikar construir uma carreira.

### Década de 1960
Zulfikar alcançou grande sucesso com uma seleção de papéis diversificados, por exemplo, seu maravilhoso papel de 1963 em Saladin (El  Nasser Saladin ) de  Youssef Shahine, interpretando "Eissa El Awam".  No ano seguinte, ele interpretou o Doutor Hamooda em Soft hands ou ( El Aydy el naema ) em 1964. O filme foi exibido no Festival Internacional de Cinema de Berlim 1964.
No mesmo ano, ele desempenhou um papel no filme conjunto italiano / alemão Segredo da Esfinge.  Sua produção  Dearer than my Life ou ( Aghla Men Hayatty ) e suas comédias românticas, como " My Wife Is The General  gerente "ou ( Merati Moudir Aam ),"  Dignidade de minha esposa "( Karamet Zawgati ),  Goblin de minha esposa ( Afreet Merati ) com a atriz Shadia, fez dele uma enorme popularidade no Egito na época. Zulfikar foi um dos 3 ladrões em sua produção, “3 Robbers” ou ( 3 Losoos ) em 1966, coestrelado por Hind Rostom.  Seu famoso filme " Bom dia, minha querida esposa" ( Sabah El Kher ya Zawgaty El Azeeza ) em 1969 foi maravilhoso para Zulfikar trabalhar com um  nova geração de atrizes em seus filmes dos anos 1970, como Nelly, Mervat Amin e Naglaa Fathy.

### Década de 1970
Zulfikar começou esta década estrelando em dois grandes sucessos de bilheteria co-estrelando Soad Hosny. Em 1970, como "Amin Akef" em "Sun Rise and Sun Set" ( Ghroob wa Shrooq ), bem como "Essas pessoas do Nilo" ( Al Nass wal Nil ) de Youssef Chahine. [carece de fontes?]
Zulfikar estrelou em alguns filmes co-estrelados pela atriz Nadia Lutfi como "Homens sem Características" ( Regal bela Malameh ) em 1970. Ele estrelou " Paris e  Love "( Paris wal Hob ) co-estrelado por Sabah em 1971. No mesmo ano, ele teve um ponto de viragem ao iniciar um papel de vilão em" Os assassinos "ou ( El Qatala ).  Outro vilão foi “ Hafez ” no filme de grande produção All-star, “The Sinners” ( El Mothneboon ) em 1975. Também nos anos 70, sua magnífica produção blockbuster de 1975 I Want a Solution (Oreedo halan), estrelado por Faten Hamama e Rushdy Abaza, que mudaram as leis no Egito, que lhe valeu o prêmio de melhor produtor do ano. Ao contrário de seu vilão  papéis, Zulfikar desempenhou o papel de um anjo em "Sin of an Angel" ( Khateeat Malak ) em 1979.

### Década de 1980
Da mesma forma, seus filmes e séries de TV foram populares e bem-sucedidos durante os anos oitenta e início dos anos noventa, incluindo seu filme  Secret Visit (Zeyara Serreya ) em 1981, interpretando um juiz.[carece de fontes?]
Uma fase diferente em sua carreira aos cinquenta anos.  Zulfikar estrelou " O pavão" ( El Tawoos ) em 1982, ganhando-lhe o prêmio de melhor ator no Egito e também seu maravilhoso papel em [[Youssef Chahine]  O adeus Bonaparte de] ( Wadaan bounapart ) em 1985 tocando “ Cheikh Hassouna ” foi um sucesso crítico.  Sem mencionar "The Barefoot Millionaire" ou ( El Millionera El Hafya ) em 1987. Bem como " Handy-Man General Manager" ( Elosta  el-Moudir ) em 1988.

### Década de 1990
“ A Família do Sr. Shalash” ( Aelat El Ostath Shalash ) A série de TV em 1990 com a famosa atriz Laila Taher foi um grande sucesso.  Ninguém pode esquecer “ Ministro em Gesso" ( Wazeer fel Gebs ) em 1993. Os papéis finais de Zulfikar no filme foram em [[O Terrorista (filme de 1994) | O Terrorista]  ] ( Al irhabi ) e "Road to Eilat" ( El Tareek ela Eilat ) e " Five Star Thieves" ( Losoos Khamas Nogoom '  ') que foram todos lançados postumamente em 1994.

## Morte
Salah Zulfikar morreu de um ataque cardíaco repentino na quarta-feira, 22 de dezembro de 1993, no Hospital da Polícia no Cairo, Egito.

## Vida pessoal
Zulfikar se casou quatro vezes, duas de suas esposas eram do cinema e duas não.  Ele se casou com sua primeira esposa, a Sra. Nafisa Bahgat em 1947, e ela deu à luz seus filhos  Ahmed e Mona, e ela permaneceu como sua esposa até sua morte em 1988.
O segundo casamento de Zulfikar foi com a atriz Zahra El-Ola em 1958, e foi um casamento que durou menos de 2 anos e terminou em divórcio.  A história de amor que o uniu à cantora e atriz Shadia foi a mais famosa de todas e, juntos, formaram uma dupla artística por meio da qual apresentaram muitos filmes de sucesso no Cinema egípcio. Zulfikar produziu mais de um filme estrelado por Shadia como My Wife, the Director General e “A Taste of Fear” (Shae Men El Khof) em 1969. Este casamento terminou em divórcio após 7 anos.  Então ele se casou com sua última esposa, Baheega, e o casamento continuou até sua morte.

## Filmografia
Prolífico na indústria cinematográfica egípcia por 37 anos.  Salah Zulfikar foi ator e produtor de cinema, teatro. Ele produziu 8 filmes e apareceu em mais de 150 filmes de 1956 a 1993. Muitos dos quais estrelaram ou co-estrelaram papéis com as mais notáveis atores egípcios e atrizes.
Salah Zulfikar sempre foi um defensor dos direitos das mulheres em seus filmes e produziu mais de um filme, fazendo justiça à mulher egípcia na comunidade, incluindo Minha esposa, o diretor-geral e "Algo de medo" (Shae  mn El Khof), bem como  Eu quero uma solução, que foi a razão para alterar a lei de status pessoal no Egito na época.  Zulfikar desempenhou todos os papéis e se destacou neles, e seu desempenho não faltou comédia.

### Ator
1950
- 1956: Wakeful Eyes[4]

- 1957: Voltar (Rodda Qalbi)[4]

- 1958: Jamila, a argelina

- 1959: Luz da Noite

- 1959: Mulheres Proibidas

- 1959: Amor até a adoração

- 1959: Entre as ruínas

- 1959: O segundo homem

1960
- 1960: Anjo e Demônio

- 1960: Dinheiro e Mulheres

- 1960: A Scrap of Bread

- 1960: O segredo de uma mulher

- 1960: estou acusando

- 1960: Santo Rabat

- 1961: Wahida

- 1961: Um encontro com o passado

- 1961: Uma tempestade de amor

- 1961: O Caminho dos Heróis

- 1961: Eu e minhas filhas

- 1961: O amor é assim

- 1962: Encontro na Torre do Cairo

- 1962: Todos os meus filhos

- 1962: The Wife Killing Society

- 1962: O Palácio Amaldiçoado

- 1963: Saladino, o Vitorioso

- 1964: Soft Hands

- 1964: Fugitivo da vida (homens Hareb El Hayat)

- 1964: Um marido de férias

- 1964: Uma esposa de Paris

- 1964: Segredo da Esfinge

- 1965:  Dearer than my Life[4]

- 1966: Minha esposa, a Diretora Geral

- 1966: 3 ladrões

- 1967: A Dignidade de Minha Mulher[2]

- 1968: Goblin da minha esposa

- 1968: O Nilo e a Vida

- 1968: O homem que perdeu sua sombra

- 1968: 3 mulheres (Thalath Nesaa)

- 1969:  Bom dia, minha querida esposa

- 1969:  Women's Market

1970
- 1970:  Sunrise and Sunset (Ghroob wa Shrooq)

- 1970:  O Olho da Vida

- 1970:  Homens sem características (Regal bela Malameh)

- 1970:  Virgem

- 1970:  Mulher do meu marido

- 1971:  Um toque de ternura

- 1971:  Paris e o amor

- 1971: Uma Mulher de Fogo

- 1971:  The Killers

- 1972: Confissões de uma mulher

- 1972: Um Chamado à Vida

- 1972:  Crime Incompleto

- 1972:  Essas Pessoas do Nilo

- 1973:  A memória de uma noite de amor

- 1973:  O Outro Homem

- 1974:  No verão, devemos amar

- 1974:  Dunya

- 1974: Irmãos inimigos

- 1974: 2 - 1 - 0

- 1975: The Sinners

- 1975:  El Karnak (Comeo)

- 1976: O mundo das crianças das crianças (Comeo)

- 1976: Não sou sã nem maluca

- 1978:  A Traveller Without a Road

- 1978:  Desire and Price

- 1979:  Sin of an Angel

1980
- 1981: Um momento de fraqueza

- 1981: Visita secreta

- 1981: Eu não minto, mas eu embelezo

- 1982: The Peacock

- 1985: Adieu Bonaparte

- 1986: Por favor e sua gentileza

- 1986: Age of Wolves

- 1986: The Female

- 1987: Um Homem nos Olhos de uma Mulher

- 1987: El Wahl

- 1987:  O Milionário Descalço

- 1987: The Wife Knows Better

- 1988: roupas vermelhas de luto

- 1988: Dias de Terror

- 1988: Uma Mulher Infelizmente

- 1988: O amor também morre

- 1988: Gerente Geral Handy-Man

- 1988:  Sorry For Bothering

- 1989:  Aqueles caras

- 1989:  Mr.  Apartamento de Aliwa

- 1989: Traição

- 1989: The Tale of To

- 1989: Ajude-nos

- 1989: The Bad Guys

- 1989: Alexandria de novo e para sempre

1990
- 1991: Dr. Manal Danças

- 1992: O acusado

- 1992: Exceto para minha filha

- 1993: Ministro em Gesso

- 1993: Flames of Vengeance

- 1993: Five Star Thieves

- 1993: Disco Disco

- 1993: Estrada para Eilat

- 1994: O Terrorista[2]

Filme curto
- 1973:  Nefertiti e Akhenaton

### Produtor de Filme
- 1962:  Uma mensagem de uma mulher anônima (Ressalah Min Emraa Maghoula)

- 1962:  Sou o fugitivo

- 1962:  Encontro na Torre do Cairo (Mawed Fel Borg)

- 1966: Minha esposa, a Diretora Geral

- 1966:  3 ladrões

- 1969: A Taste of Fear (Shae Men El Khof)

- 1973:  O outro homem

- 1975: Eu quero uma solução

### No Palco
- 1964: Uma bala no coração
- 1967: Rubabikia
- 1973: Um Homem para Cada Casa
- 1974: The Three Cards Hotel
- 1974: Casamento de um milhão de libras
- 1979: Caso No. 1
- 1979: Uma esposa é suficiente
- 1982: Respeitável por um mês

## Prêmios
- Prêmio Nacional de Honra de primeira classe do Presidente Gamal Abdel Nasser em reconhecimento ao seu papel nacional nas batalhas da Guerra de Suez de 1956.
- Prêmio Estadual de Melhor Ator por seu papel em Soft Hands em 1964.
- Prêmio Estadual de Melhor Ator por seu papel em "Mais precioso que minha vida" en 1965.
- Prêmio Estadual de Melhor Produtor para Minha Esposa, o Diretor Geral em 1966.
- Prêmio de Melhor Filme no Festival de Cinema do Centro Católico para Minha Mulher, o Diretor Geral em 1966.
- Prêmio Estadual de Melhor Produtor por I Want a Solution em 1975.
- Certificado de agradecimento do presidente Anwar El-Sadat no Dia da Arte em 1979.
- Prêmio Estadual de Melhor Ator por seu papel em O Pavão em 1982.